# L.Stadt
L.Stadt – polska grupa muzyczna wykonująca rock z elementami surf rocka, country, psychodelii założona w Łodzi, w 2003 roku. Nazwa zespołu nawiązuje do okupacyjnej nazwy miasta – Litzmannstadt.
Zespół zadebiutował występem na Camerimage 2003. Rok później wystąpił w Monachium i Stuttgarcie oraz na festiwalu Class Rock we francuskim Aix-en-Provence. W 2005 brali udział na Festiwalu Dialogu Czterech Kultur.
Finalista ogólnopolskiej akcji „Gazety Wyborczej” „Gra Muzyka”. W 2006 L.Stadt otworzył cykl telewizyjnych koncertów pt. „Łódź Alternatywna” – koncert transmitowany na żywo przez TVP Łódź oraz Radia Łódź.
Debiutancki album – L.Stadt miał swoją premierę 29 lutego 2008 (dystrybucja EMI). Płyta zyskała dobre recenzje, a zespół według polskich mediów został uznany za nadzieję polskiej muzyki.
Muzyka zespołu zagościła w teatrze w spektaklu „Yotam” na scenie łódzkiego Teatru Nowego oraz w kinie w filmie „Aleja gówniarzy” (premiera kwiecień 2007).
Nagrania zespołu zostały wydane na składankach: Lista przebojów Programu Trzeciego, Offensywa, Program Alternatywny, FDM oraz do ścieżki dźwiękowej filmu „Aleja Gówniarzy” oraz “Wszystkie Covery Świata” z utworem Ain’t Got My Music (John Porter). Od wydania płyty zagrali ponad 200 koncertów klubowych i plenerowych w Polsce oraz za granicami, m.in. w Niemczech, Anglii, Chorwacji oraz na festiwalach PKO BP London Live – Wembley Arena, Open'er, Off Festival, Aix Provance Class-rock, Festiwal Łódź Czterech Kultur, Wrocław Non Stop, Bremen Viertel Fest, B2gheter (Litwa). Utwór „Londyn” otrzymał nominację w kategorii Najlepszy Rockowy Hit Roku 2009 do ESKA Music Avards 2009. L.Stadt był ambasadorem miasta Łódź w walce o Europejską Stolicę Kultury 2016. W 2010 roku zespół otrzymał zaproszenie na jeden z największych festiwali muzycznych w Stanach Zjednoczonych – SXSW – w Austin. W trakcie pobytu zespół zagrał w sumie 13 razy, odbywając przy tym pierwsza trasę po Teksasie (Austin, Houston, Dallas, Fort Worth). Latem 2010 L.Stadt pojawił się ponownie na najważniejszych polskich festiwalach: Heineken Open'er  Festival oraz Coke Live Music Festival. Jesienią L.Stadt został zaproszony na pierwszą edycję festiwalu Culture Collide w Los Angeles organizowany przez opiniotwórczy magazyn Filter oraz na wziął udział w sędziowanym festiwalu Indie Week Canada w Toronto, gdzie dostał się do finału i był wśród 10 zespołów walczących o główną nagrodę. W ostatnich miesiącach 2010 L.Stadt kończył pracę nad kolejną płytą. Osobą odpowiedzialną za mix i mastering całości materiału jest Mikael Count – producent znany ze współpracy z DJ Shadowem, Radiohead czy No Doubt. 6 grudnia 2010 płyta zatytułowana „EL.P” ukazała się nakładem wytwórni Mystic Production. L.Stadt również dołączył do grona artystów tejże wytwórni.
W roku 2012 zespół pojawił się po raz kolejny na festiwalu Open'er – tym razem na scenie głównej. Zespół zaprezentował nowy repertuar – głównie z minialbumu, który swoją premierę miał rok później.
W roku 2013 ukazał się minialbum zespołu, nagrany rok wcześniej w studiach Purple Bee (Lockhart w stanie Teksas) „You Gotta Move”. Na płycie znalazły się utwory takich artystów jak Roy Orbison, Townes Van Zandt, Jim Sullivan czy Lee Hazlewood. Dwa single z tej płyty „U.F.O.” oraz „Come Away Melinda” weszły na stałe do repertuaru koncertowego grupy. Pod koniec roku 2013, album doczekał się edycji winylowej. Utwór z tej płyty, wykonany w duecie z Anią Dąbrowską „Leather and Lace”, ukazał się w 2016 roku na składance „SON-OF-A-GUN And More From The LEE HAZLEWOOD SONGBOOK” nakładem brytyjskiej Ace Records. Wykonanie L.Stadt znalazło się obok wersji utworów Lee Hazlewooda w wykonaniu artystów takich jak: Jarvis Cocker, Richard Hawley, Mick Harvey, Marc Almond, Waylon Jennings, Primal Scream czy The Jesus & Mary Chain.
W roku 2016 zespół zaangażował się w projekt „Koalicja Miast” organizowany przez Europejską Stolicę Kultury we Wrocławiu. Powstał wtedy projekt „L.Story” (premiera koncertowa: 14 lipca 2016 we Wrocławiu). L.Stadt stworzył muzykę do tekstów Konrada Dworakowskiego – reżysera teatralnego oraz dyrektora łódzkiego Teatru Pinokio. Na scenie zespołowi towarzyszył 23 osobowy Wielki Chór Młodej Chorei pod przewodnictwem Tomasza Krzyżanowskiego. Jednorazowy w zamyśle projekt przerodził się w pierwszą polskojęzyczną płytę L.Stadt.
Utwór „Oczy Kamienic” – zwiastun nowego wydawnictwa miał swoją radiową premierę 29 marca 2017. 12 maja tego roku, nakładem Mystic Production, ukazał się album „L.Story”. W wielu recenzjach pojawiła się opinia, że to najlepszy i najdojrzalszy jak dotąd, album zespołu.

## Dyskografia
Albumy
| Tytuł               | Dane dot. albumu                                                                              |
| ------------------- | --------------------------------------------------------------------------------------------- |
| L.Stadt             | - Data: 29 lutego 2008 - Wydawca: Event Music/EMI Music Poland - Format: CD, digital download |
| EL.P                | - Data: 6 grudnia 2010 - Wydawca: Mystic Production - Format: CD, digital download            |
| You Gotta Move (EP) | - Data: 2 października 2013 - Wydawca: Mystic Production - Format: CD, LP, digital download   |
| L.Story             | - Data: 12 maja 2017 - Wydawca: Mystic Production - Format: CD, LP, digital download          |

Notowane utwory
| Tytuł                      | Rok  | Pozycja na liście | Album               |
| Tytuł                      | Rok  | LP3               | Album               |
| -------------------------- | ---- | ----------------- | ------------------- |
| „Londyn"                   | 2008 | 32                | L.Stadt             |
| „Ciggies"                  | 2009 | 31                | EL.P                |
| „Death of the Surfer Girl" | 2009 | 39                | EL.P                |
| „U.F.O."                   | 2012 | 26                | You Gotta Move (EP) |
| „Come Away Melinda"        | 2012 | 15                | You Gotta Move (EP) |
| „Oczy kamienic"            | 2017 | 3                 | L.Story             |
| „Halo"                     | 2017 | 31                | L.Story             |

## Teledyski
| Tytuł                    | Rok  | Reżyseria      | Album   |
| ------------------------ | ---- | -------------- | ------- |
| „Fagot Eyes"             | 2006 | Zosia Mikucka  | L.Stadt |
| „March"                  | 2008 | Rafał Masłow   | L.Stadt |
| „Death of a Surfer Girl" | 2010 | Marcel Sawicki | EL.P    |
| „Fashion Freak"          | 2011 | —              | EL.P    |
| „Smooth"                 | 2011 | Kasia Sawicka  | EL.P    |